# Mölnlycke
Mölnlycke Göteborg elővárosa Svédország nyugati részén. Härryda község székhelye, de egy kis része a szomszédos Mölndal községbe is átnyúlik.

## Földrajz
Göteborgtól 10 km-re délkeletre fekszik. Nagyrészt családi házak és sorházak alkotják, de sok a zöldterület például a tavak mellett. Központján keresztülfolyik a Mölndalsån.

## Történelem
A település az 1850 körül alapított Mölnlycke AB ruházati gyár munkáslakásaiból alakult ki. A Szászországból bevándorolt Gustaf Ferdinand Henning (1786 – 1853) által alapított üzem ma tisztítószerekkel foglalkozik; textíliákat nagyjából 1990-ig állítottak elő. Az egykori gyárépületekben ma más cégek működnek. A 19. század végén számos kertészet alakult itt, amelyek virágot, gyümölcsöt és zöldséget termeltek a közeli Göteborg piacaira.
Az eredeti településközpont a vasútállomásnál volt, de a 20. század folyamán fokozatosan jelenlegi helyére került, és a 21. század elejére városias központtá fejlődött. 2003-ban a vasútállomást is áthelyezték az autóbusz-állomás mellé.

## Fordítás
- Ez a szócikk részben vagy egészben a Mölnlycke című angol Wikipédia-szócikk ezen változatának fordításán alapul.  Az eredeti cikk szerkesztőit annak laptörténete sorolja fel. Ez a jelzés csupán a megfogalmazás eredetét és a szerzői jogokat jelzi, nem szolgál a cikkben szereplő információk forrásmegjelöléseként.
- Ez a szócikk részben vagy egészben a Mölnlycke című német Wikipédia-szócikk ezen változatának fordításán alapul.  Az eredeti cikk szerkesztőit annak laptörténete sorolja fel. Ez a jelzés csupán a megfogalmazás eredetét és a szerzői jogokat jelzi, nem szolgál a cikkben szereplő információk forrásmegjelöléseként.